# Sociedad de la lengua coreana

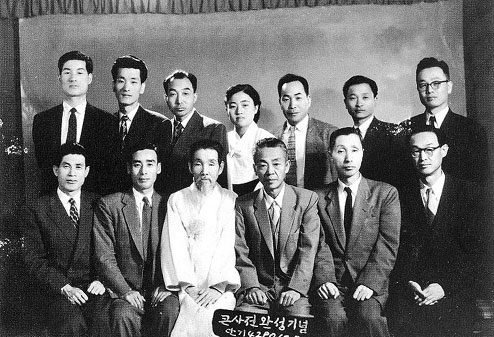
Miembros de la Sociedad del Idioma Coreano en el momento de la finalización del Diccionario Grande del Idioma Coreano el 9 de octubre de 1957.

Sociedad de lengua coreana es una sociedad de investigación del hangul y el idioma coreano, fundada en 1908 por Ju Si-Gyeong.
El Día del alfabeto coreano fue fundado en 1926 durante la ocupación japonesa por miembros de la Sociedad de lengua Coreana, cuyo objetivo era preservar el idioma coreano durante una época de rápida japonización forzada.
Estableció una ortografía coreana (한글 맞춤법 통일안) en 1933.